# مكتب تعزيز الوحدة
مكتب تعزيز الوحدة (أيضًا مكتب تدعيم الوحدة، دفتر تحکیم وحدت، Daftar-e Tahkim-e Vahdat)، هي منظمة طلابية إيرانية تم إنشاؤها عام 1979، ووصفت بأنها «أكثر المنظمات الطلابية شهرة في البلاد»، وبأنها «مجموعة طلابية رائدة مؤيدة للديمقراطية في إيران». ومكتب تعزيز الوحدة الذي تأسس عام 1979 كمنظمة إسلامية سياسية محافظة لمحاربة الجماعات الطلابية اليسارية الأكثر علمانية، تطور لدعم الديمقراطية والإصلاح في إيران  ومن ثم فهو يعارض الآن الورثة السياسيين لمؤسسيه.

## معلومات تاريخية

### الأصول
في الأصل يعرف بمكتب تعزيز الوحدة بين الجامعات والحوزات العلمية، (Daftar-e Tahkim-e Vahdat-e Hozeh va Daneshgah)، وفقًا لموقع Iranfocus.com، وقد قام بإنشائه آية الله محمد بهشتي في الوقت الذي كان بهشتي من أكثر المقربين لقائد الثورة الإسلامية السابق روح الله الموسوي الخميني وكان شخصية رئيسية في القيادة الدينية. وقد أراد بهشتي أن يقوم مكتب تعزيز الوحدة بتنظيم الطلاب الإسلاميين لمواجهة تأثير معارضة مجاهدي خلق (MeK) بين طلاب الجامعات.
لعب مكتب تعزيز الوحدة دورًا محوريًا في عملية الاستيلاء على سفارة الولايات المتحدة في طهران في نوفمبر عام 1979. وكان أعضاء المجلس المركزي، الذين كان من بينهم محمود أحمدي نجاد وكذلك إبراهيم اصغرزاده، ومحسن كديور، ومحسن اغاجاري، وعباس عبدي، يلتقون بانتظام بآية الله الخميني نفسه. (أحد أول المناصب السياسية التي شغلها الرئيس الإيراني محمود أحمدي نجاد كان تمثيل الطلاب في جامعته، جامعة إيران للعلوم والتقنية، في مكتب تعزيز الوحدة عام 1979)

### الحركة الإصلاحية
أثناء انتخابات الرئيس الإصلاحي محمد خاتمي عام 1997 أو قبلها، غيرت الجماعة توجهها. كان مكتب تعزيز الوحدة أهم داعم للرئيس الإصلاحي محمد خاتمي في ولايته الأولى. ومع ذلك، فقد شكلوا خطرًا على خاتمي حيث اتضح أنه لم يكن قادرًا على تعزيز الديمقراطية في إيران.
في عام 2001، حُكم على علي أفشاري، أحد قادة مكتب تعزيز الوحدة، بالسجن خمس سنوات: أربع سنوات «باتهام العمل ضد الأمن القومي من خلال المشاركة في مؤتمر برلين، وستة أشهر لإنشاء مركز إدارة أزمات» في مكتب تعزيز الوحدة، و«ستة أشهر لنشر دعاية ضد الجمهورية الإسلامية الإيرانية». وقد قام هو وأكبر عطري بإلقاء محاضرة مثيرة للجدل في قاعة المحاضرات في الكونغرس الأمريكي عام 2006.
وفي عام 2002 كان مكتب تعزيز الوحدة "منقسم إلى قسمين" فيما يتعلق بمسألة مقاطعة الانتخابات الرئاسية. "ففصيل الأغلبية (العلامة)" يريد "الانسحاب من النظام السياسي"، ومقاطعة الانتخابات، في حين أن الأقلية "الموالية للمحافظة" من فصيل (شيراز)" تفضل المشاركة بشكل عام و"العمل ضمن الإطار السياسي الحالي".
ويتم اختيار أعضاء مجلس إدارة المكتب سنويًا بشكل ديمقراطي من طلاب الجامعات الإيرانية من جميع أنحاء البلاد.

## وصلات خارجية
- Iran’s new President has a past mired in controversy
- Alliance of Iranian Students